# Valtorno e Mourão
Valtorno e Mourão (oficialmente: União das Freguesias de Valtorno e Mourão) é uma freguesia portuguesa do município de Vila Flor, com 19,31 km² de área e 319 habitantes (censo de 2021). A sua densidade populacional é 16,5 hab./km².

## História
Foi criada aquando da reorganização administrativa de 2012/2013, resultando da agregação das antigas freguesias de Valtorno e Mourão.

## Demografia
A população registada nos censos foi:
| Distribuição da População por Grupos Etários | Distribuição da População por Grupos Etários | Distribuição da População por Grupos Etários | Distribuição da População por Grupos Etários | Distribuição da População por Grupos Etários | Distribuição da População por Grupos Etários |
| -------------------------------------------- | -------------------------------------------- | -------------------------------------------- | -------------------------------------------- | -------------------------------------------- | -------------------------------------------- |
| Antes da agregação                           |                                              |                                              |                                              |                                              |                                              |
| Ano                                          | 0-14 anos                                    | 15-24 anos                                   | 25-64 anos                                   | >= 65 anos                                   | Total                                        |
| 2001                                         | 35                                           | 61                                           | 186                                          | 166                                          | 448                                          |
| 2011                                         | 37                                           | 19                                           | 158                                          | 150                                          | 364                                          |
| Após a agregação                             |                                              |                                              |                                              |                                              |                                              |
| Ano                                          | 0-14 anos                                    | 15-24 anos                                   | 25-64 anos                                   | >= 65 anos                                   | Total                                        |
| 2021                                         | 26                                           | 28                                           | 114                                          | 151                                          | 319                                          |